# Dodge Copperhead
De Dodge Copperhead was een conceptauto van het Amerikaanse
concern Chrysler die in 1997 werd voorgesteld op het autosalon van Detroit.
De auto was bedoeld als betaalbaar alternatief voor de dure Dodge Viper. De kleine Copper Fire-oranje tweedeursroadster is tegenwoordig
vaak te zien op autotentoonstellingen.

## Ontwerp
De Dodge Copperhead is een kleine aerodynamische roadster-sportwagen
met een laag zwaartepunt en ver aan de hoekpunten geplaatste wielen. Onder meer de
Plymouth Prowler stond mee model. In tegenstelling tot de Viper was de auto meer
ontworpen voor een goede wegligging en rijplezier in plaats van pure prestaties.
De Copperhead werd aangedreven door een nieuwe 2,7 liter V6 van 220 pk en
geschakeld met een manuele vijfversnellingsbak. Die gaven de auto van 1,3 ton
een topsnelheid van 217 km/u.